# Phương diện quân Bắc Kavkaz
Phương diện quân Bắc Kavkaz (tiếng Nga: Северо-Кавказский фронт) là một tổ chức tác chiến chiến lược của Hồng quân Liên Xô trong Thế chiến thứ hai.

## Lịch sử

### Thành lập
Phương diện quân được thành lập ngày 20 tháng 5 năm 1942 theo chỉ thị ngày 19 tháng 5 của Stavka, trên cơ sở tập hợp các đơn vị của Phương diện quân Krym vừa bị giải thể, phụ trách mặt trận trên hướng Bắc Kavkaz. Biên chế chủ lực ban đầu của phương diện quân gồm các tập đoàn quân 44, 47 và 51. Vào các thời điểm khác nhau, một số tập đoàn quân cũng được biên chế vào phương diện quân gồm các tập đoàn quân 9, 12, 18, 24, 37, 56, và các tập đoàn quân không quân 4, 5.
Trong quá trình chiến đấu, một số lực lượng được bổ sung hoặc phối thuộc trong tác chiến của phương diện quân gồm:
- Khu phòng thủ Sevastopol
- Tập đoàn quân độc lập Duyên hải
- Hạm đội Biển Đen
- Hạm đội Azov

Nhiệm vụ của Phương diện quân Bắc Kavkaz là giữ khu vực phòng thủ Sevastopol và bảo vệ giới tuyến sông Don và duyên hải Biển Đen và biển Azov.
Tuy nhiên, đến ngày 4 tháng 7 năm 1942, thành phố Sebastopol cuối cùng cũng bị thất thủ. Ngày 28 tháng 7 năm 1942, phương diện quân được bổ sung thêm các đơn vị của Phương diện quân Nam vừa bị giải thể. Khi đó, lực lượng phương diện quân đang chiến đấu với trên các tuyến phòng thủ kiên cố ở vùng hạ lưu sông Don, và sau đó là ở khu vực Stavropol và Krasnodar. Tháng 8 năm 1942, phương diện quân đã tiến hành các chiến dịch Armavir-Maikop và Novorossiysk, nhưng không thể ngăn chặn được quân Đức đột nhập vào vùng Kavkaz dọc theo Biển Đen.
Ngày 1 tháng 9 năm 1942, phương diện quân được tổ chức lại thành Cụm tác chiến Biển Đen trực thuộc Phương diện quân Zakavkaz.

### Tái lập

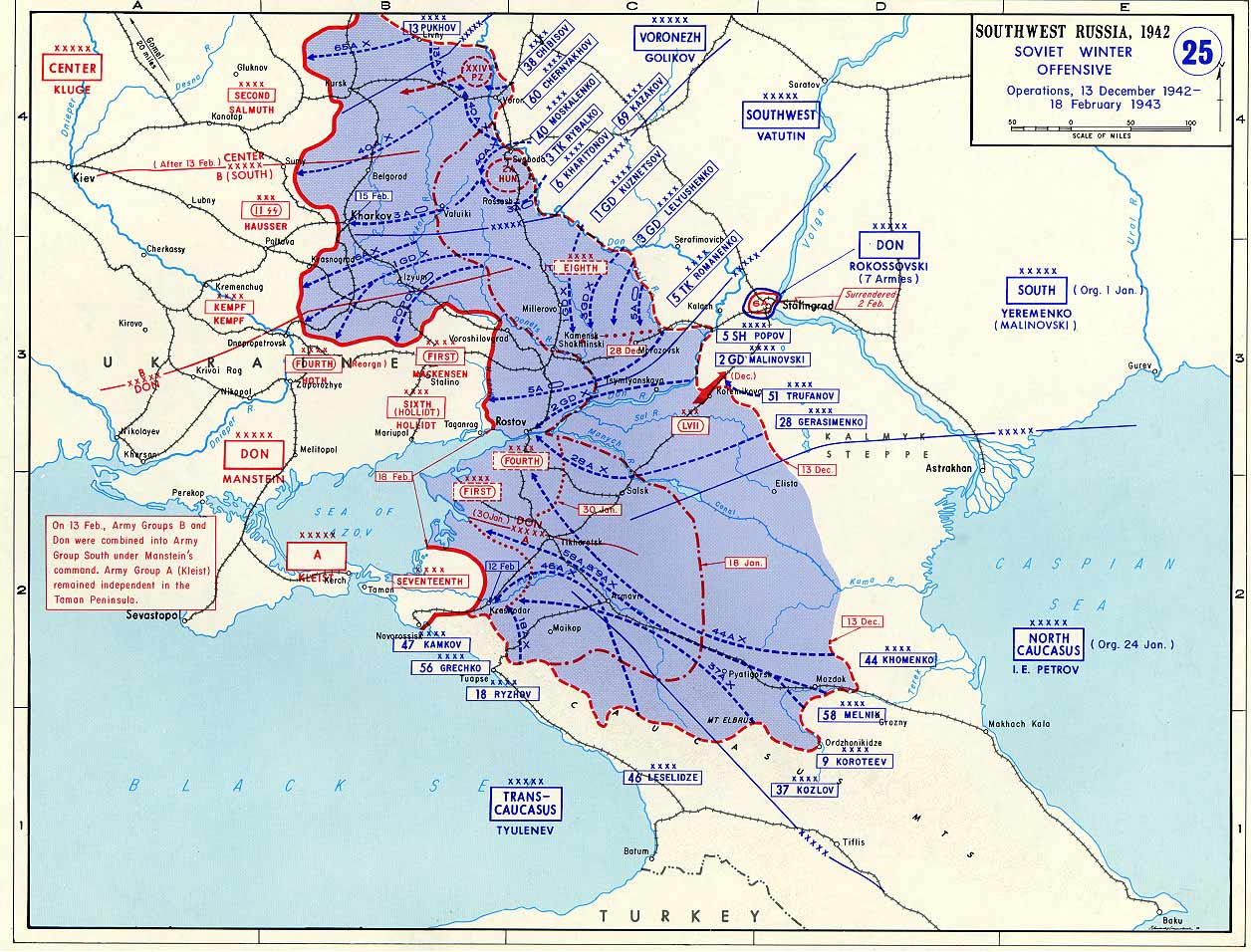
Tuyến mặt trận Bắc Kavkaz từ tháng 12 năm 1942 đến tháng 2 năm 1943.

Phương diện quân Bắc Kavkaz được tái lập vào ngày 24 tháng 1 năm 1943 theo chỉ thị của Stavka ngày 24 tháng 1 năm 1943, trên cơ sở Cụm tác chiến Bắc Kavkaz của Phương diện quân Zakavkaz. Lực lượng chủ lực ban đầu của phương diện quân gồm các tập đoàn quân 9, 37, 44, 58 và tập đoàn quân Không quân 4. Ngày 5 tháng 2 năm 1943, Cụm tác chiến Biển Đen, gồm các tập đoàn quân 18, 46, 47, 56 và tập đoàn quân không quân 5, cũng được chuyển thuộc Phương diện quân Bắc Kavkaz. Ngoài ra, lực lượng của Hạm đội Biển Đen và Hạm đội Azov cũng được phối thuộc, chịu sự chỉ huy tác chiến của Phương diện quân Bắc Kavkaz.
Giai đoạn cuối tháng 1 - đầu tháng 2 năm 1943, các đơn vị thuộc phương diện quân đã tham gia chiến dịch Bắc Kavkaz. Trong chiến dịch Krasnodar, lực lượng phương diện quân đã đánh bại Tập đoàn quân số 17 của Đức, và trong chiến dịch tiếp theo, đã đẩy quân Đức lùi lại Bán đảo Taman vào đầu tháng 5. Trong nửa cuối tháng 2, lực lượng của Tập đoàn quân số 18 đã chiến đấu quyết liệt để duy trì và mở rộng đầu cầu gần Novorossiysk. Lưc lượng không quân của phương diện quân đã chiếm ưu thế trên không trong các trận chiến trên không ở Kuban.
Từ tháng 9 đến tháng 10 năm 1943, Phương diện quân Bắc Kavkaz đã tiến hành chiến dịch Novorossiysk-Taman, giải phóng được Novorossiysk vào ngày 16 tháng 9, giải phóng Bán đảo Taman khỏi quân Đức và hoàn thành việc giải phóng Bắc Kavkaz. Vào tháng 11 năm 1943, phương diện quân đã thực hiện chiến dịch đổ bộ Kerch-Eltigen và đã chiếm được một đầu cầu trên bán đảo Kerch phía đông bắc Kerch, tạo điều kiện thuận lợi cho việc giải phóng Krym.
Vào ngày 20 tháng 11 năm 1943, trên cơ sở chỉ thị của Bộ Tư lệnh tối cao ngày 15 tháng 11 năm 1943, phương diện quân được chuyển thành Binh đoàn độc lập Duyên hải.

## Lãnh đạo phương diện quân

### Tư lệnh
| STT | Ảnh                       | Họ tên           | Thời gian sống | Thời gian tại nhiệm            | Cấp bậc tại nhiệm                      | Ghi chú                                                                                           |
| --- | ------------------------- | ---------------- | -------------- | ------------------------------ | -------------------------------------- | ------------------------------------------------------------------------------------------------- |
| 1   | Tập tin:Будённый 1943.jpg | S.M. Budyonny    | 1883 - 1973    | tháng 5, 1942 - tháng 9, 1942  | Nguyên soái Liên Xô (1935)             |                                                                                                   |
|     |                           |                  |                |                                |                                        |                                                                                                   |
| 2   |                           | I.I. Maslennikov | 1900 – 1954    | tháng 1, 1943 - tháng 5, 1943  | Trung tướng (1940) Thượng tướng (1943) | Đại tướng (1944)                                                                                  |
| 3   |                           | I.Ye. Petrov     | 1896 - 1958    | tháng 5, 1943 - tháng 11, 1943 | Trung tướng (1942) Thượng tướng (1943) | Đại tướng (1943). Bị giáng cấp Thượng tướng 1944 và được thăng lại Đại tướng cũng trong năm 1944. |

### Ủy viên Hội đồng quân sự
| STT | Ảnh                                               | Họ tên          | Thời gian sống | Thời gian tại nhiệm            | Cấp bậc tại nhiệm  | Ghi chú                              |
| --- | ------------------------------------------------- | --------------- | -------------- | ------------------------------ | ------------------ | ------------------------------------ |
| 1   | Tập tin:Петр Иануарьевич Селезнев (1897-1949).jpg | P.I. Seleznyov  | 1897 - 1949    | tháng 5, 1942 - tháng 7, 1942  |                    | Bí thư thứ nhất Khu ủy Krasnodar     |
| 2   |                                                   | L.M. Kaganovich | 1893 – 1991    | tháng 7, 1943 - tháng 9, 1942  |                    | Bí thư Ban Chấp hành Trung ương Đảng |
|     |                                                   |                 |                |                                |                    |                                      |
| 3   | Tập tin:Fominyh Aleksandr Yakovlevich.jpg         | A.Ya. Fominykh  | 1901 - 1976    | tháng 1, 1943 - tháng 11, 1943 | Thiếu tướng (1942) | Trung tướng (1958)                   |

### Tham mưu trưởng
| STT | Ảnh                                        | Họ tên         | Thời gian sống | Thời gian tại nhiệm            | Cấp bậc tại nhiệm                     | Ghi chú                                                                                           |
| --- | ------------------------------------------ | -------------- | -------------- | ------------------------------ | ------------------------------------- | ------------------------------------------------------------------------------------------------- |
| 1   |                                            | G.F. Zakharov  | 1897 – 1957    | Tháng 5, 1942 - tháng 7, 1942  | Thiếu tướng (1940)                    | Đại tướng (1944)                                                                                  |
| 2   |                                            | A.I. Antonov   | 1896 - 1962    | tháng 7, 1942 - tháng 9, 1942  | Trung tướng (1941)                    | Đại tướng (1943)                                                                                  |
|     |                                            |                |                |                                |                                       |                                                                                                   |
| 3   | Tập tin:Забалуев, Александр Алексеевич.jpg | A.A. Zabaluyev | 1906 - 1949    | tháng 1, 1943 - tháng 3, 1943  | Thiếu tướng (1941)                    |                                                                                                   |
| 4   |                                            | I.Ye. Petrov   | 1896 - 1958    | tháng 3, 1943 - tháng 5, 1943  | Trung tướng (1942)                    | Đại tướng (1943). Bị giáng cấp Thượng tướng 1944 và được thăng lại Đại tướng cũng trong năm 1944. |
| 5   | Tập tin:Иван Андреевич Ласкин.jpg          | I.A. Laskin    | 1901 - 1988    | tháng 5, 1943 - tháng 11, 1943 | Thiếu tướng (1942) Trung tướng (1943) | Bị bắt năm 1943, bị kết tội phản quốc, gián điệp và phá hoại. Được phục hồi danh dự năm 1953.     |

## Biên chế chủ lực

### 1 tháng 7 năm 1942
- Tập đoàn quân 47
- Tập đoàn quân 51
- Tập đoàn quân độc lập Duyên hải
- Tập đoàn quân không quân 5

### 1 tháng 4 năm 1943
- Tập đoàn quân 9
- Tập đoàn quân 18
- Tập đoàn quân 37
- Tập đoàn quân 47
- Tập đoàn quân 56
- Tập đoàn quân 58
- Tập đoàn quân không quân 4
- Tập đoàn quân không quân 5

### 1 tháng 7 năm 1943
- Tập đoàn quân 9
- Tập đoàn quân 18
- Tập đoàn quân 37
- Tập đoàn quân 56
- Tập đoàn quân 58
- Tập đoàn quân không quân 4

### 1 tháng 10 năm 1943
- Tập đoàn quân 9
- Tập đoàn quân 18
- Tập đoàn quân 56
- Tập đoàn quân không quân 4